# Белый Городок (станция)
Бе́лый Городо́к — железнодорожная станция Октябрьской железной дороги на линии Москва — Сонково в одноимённом посёлке в Тверской области. Входит в Московский центр организации работы железнодорожных станций ДЦС-1 Октябрьской дирекции управления движением. На станции останавливаются местные поезда, следующие в Углич и Сонково, а также поезд дальнего следования Москва - Рыбинск, проходящий по этой линии раз в неделю .
Состоит из одной боковой и одной островной низких платформ, соединённых между собой настилами. Станция относится к 13 тарифной зоне, не оборудована турникетами.
Станция существует с 1921 года, до 1965 года носила название Гадово. Интересно, что в том же году была переименована другая станция с неблагозвучным названием — Суково Московской железной дороги (ныне Солнечная), а также станция Юго-Западной дороги Дуровка (новое название Жизненная, сейчас закрыта).